# Bolborhinum shajovskoyi
Bolborhinum shajovskoyi is een keversoort uit de familie cognackevers (Bolboceratidae). De wetenschappelijke naam van de soort werd in 1952 gepubliceerd door Antonio Martínez.